# Барков, Иван Семёнович
Ива́н Семёнович Барко́в (1732[…], Санкт-Петербург — 1768[…], Санкт-Петербург) — русский поэт и переводчик. Автор эротических, «срамных од». Ученик Михаила Ломоносова, поэтические произведения которого пародировал. Биография Баркова обросла огромным количеством легенд.

## Биография

### Ранние годы
Родился в семье священника в Петербурге или близ столицы. Его отчество точно не известно: во всех прижизненных документах и ранних биографиях он называется просто «Иваном Барковым» (реже «Борковым»). С 1820-х годов возобладала традиция называть его «Иван Семёнович», хотя в других публикациях того времени есть также варианты «Иван Иванович» и «Иван Степанович».
С 1748 года учился в университете при Петербургской академии наук, потом служил при нём копиистом. Известно, что учился Барков неровно, несколько раз был сечён розгами за пьянство и хулиганские выходки, однажды — за грубость и ложный донос на ректора университета С. П. Крашенинникова — был даже закован в кандалы. В 1751 году был исключён из университета за «проступки и дерзости».

### Учёба и дружба с Ломоносовым
Барков хорошо успевал по латинскому языку; его познания латыни впечатлили Михаила Ломоносова, который в 1754 году взял его к себе в секретари. Барков переписывал набело многие сочинения Ломоносова, включая «Российскую грамматику» и исторические труды. Общение Баркова с Ломоносовым продолжалось до самой смерти последнего, предание приписывает им достаточно тесную дружбу. Под влиянием Ломоносова Барков сам занимался историей и подготовил публикацию нескольких летописей.
С 1756 года вёл дела президента Императорской академии наук К. Г. Разумовского, а с 1762 года служил академическим переводчиком. Неоднократно увольнялся из академии за недостойное поведение, и через год после смерти своего покровителя Ломоносова (умер в 1765 году) уволен был окончательно. Лишившись жалованья, вёл полунищенское существование, окончательно спившись и промотавшись.

### Смерть
Существует несколько версий его ранней смерти. По одной из них, Барков покончил с собой, повесившись в камине, по другой — будучи пьян, утонул в нужнике, по третьей — «умер под хмельком и в объятиях женщины» (Е. С. Кулябко). Ему также приписывают автоэпитафию, сочинённую незадолго перед смертью: «Жил грешно и умер смешно». Реальные обстоятельства его смерти неизвестны, как и место захоронения.

### Личная жизнь
Согласно легенде, он имел близкие отношения с графиней Меньшиковой.

## Творчество
Литературное наследие Баркова делится на две части — печатное и непечатное.
К первой относятся: «Житие князя А. Д. Кантемира», приложенное к изданию его «Сатир» (1762), ода «На всерадостный день рождения» Петра III, «Сокращение универсальной истории Гольберга» (с 1766 года несколько изданий). Стихами Барков перевёл с итальянского «драму на музыке» «Мир Героев» (1762), «Квинта Горация Флакка Сатиры или Беседы» (1763) и «Федра, Августова отпущенника, нравоучительные басни», с приложением двустиший Дионисия Катона «О благонравии» (1764).
Всероссийскую славу И. С. Барков приобрёл своими непечатными эротическими произведениями, в которых форма оды и других классицистских жанров, мифологические образы в духе бурлеска сочетаются с ненормативной лексикой и соответствующей тематикой (бордель, кабак, кулачные бои); нередко в них прямо обыгрываются конкретные места из од Ломоносова. На барковские произведения повлияла западноевропейская, прежде всего французская, фривольная поэзия (схожими приёмами пользовались Алексис Пирон и многие анонимные авторы), а также русский эротический фольклор. В Публичной библиотеке в Петербурге хранится рукопись, относящаяся к концу XVIII или началу XIX века, под названием «Девическая игрушка, или Собрание сочинений г. Баркова», но в ней рядом с вероятными стихами Баркова есть немало произведений других авторов (таких как Михаил Чулков и Адам Олсуфьев, а часто и безвестных). Наряду со стихотворениями, Баркову приписываются и обсценные пародийные трагедии «Ебихуд» и «Дурносов и Фарнос», воспроизводящие штампы драматургии классицизма (прежде всего, Ломоносова и Сумарокова).
Н. И. Новиков писал о Баркове, что он «писал много сатирических сочинений, переворотов, и множество целых и мелких стихотворений в честь Вакха и Афродиты, к чему весёлый его нрав и беспечность много способствовали. Все сии стихотворении не напечатаны, но у многих хранятся рукописными». Под «переворотами» имеются в виду перелицовки (травестии) классических жанров.
«Срамные (шутливые) оды» Баркова и его современников — важная составляющая литературной жизни конца XVIII — начала XIX века; они, разумеется, не печатались, но, по словам Н. М. Карамзина в 1802 году, были «редкому неизвестны»; полушутя высоко о Баркове отзывались Карамзин, Пушкин и другие. В творчестве Василия Майкова, Державина, Батюшкова, Пушкина современные исследователи находят переклички с Барковым. Пушкину-лицеисту на основании ряда весомых свидетельств приписывается пародийная баллада «Тень Баркова» (около 1815).
Помимо так называемой барковианы («Девическая игрушка» и других произведений XVIII века, созданных самим Барковым и его современниками), выделяется псевдобарковиана (произведения начала XIX века и более позднего времени, которые никак не могут принадлежать Баркову, но устойчиво приписываются ему в рукописной традиции). К последней относится, в частности, знаменитая поэма «Лука Мудищев», созданная, скорее всего, в 1830—1860 гг. (ориентировочно); её неизвестный автор удачно сконцентрировал в этом произведении уже вековую на тот момент «барковскую» традицию. За рубежом под именем Баркова издавались также поэмы «Утехи императрицы» (она же «Григорий Орлов») и «Пров Фомич», относящиеся, вероятно, уже к XX столетию.

## Издания
- Девичья игрушка, или Сочинения господина Баркова / Сост. А. Зорин и Н. Сапов [С. Панов]. — М., 1992.
- Барков И. С. Полное собрание стихотворений / Вступ. ст., сост., подгот. текста и примеч. В. Н. Сажина. — СПб.: Академический проект, 2004. — 621 с. — («Новая библиотека поэта»).

## В беллетристике
- Михаил Казовский «Наследник Ломоносова», историческая повесть, 2011
- Чёрный, Игорь Витальевич «Девичьи игрушки», фантастический роман, 2006